# Futbol a Malta

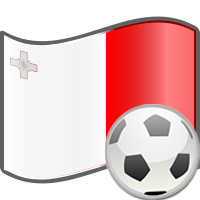

El futbol és l'esport més popular a Malta organitzat per la Malta Football Association.

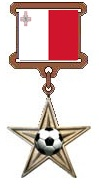
Estrella al mèrit del futbol maltès.

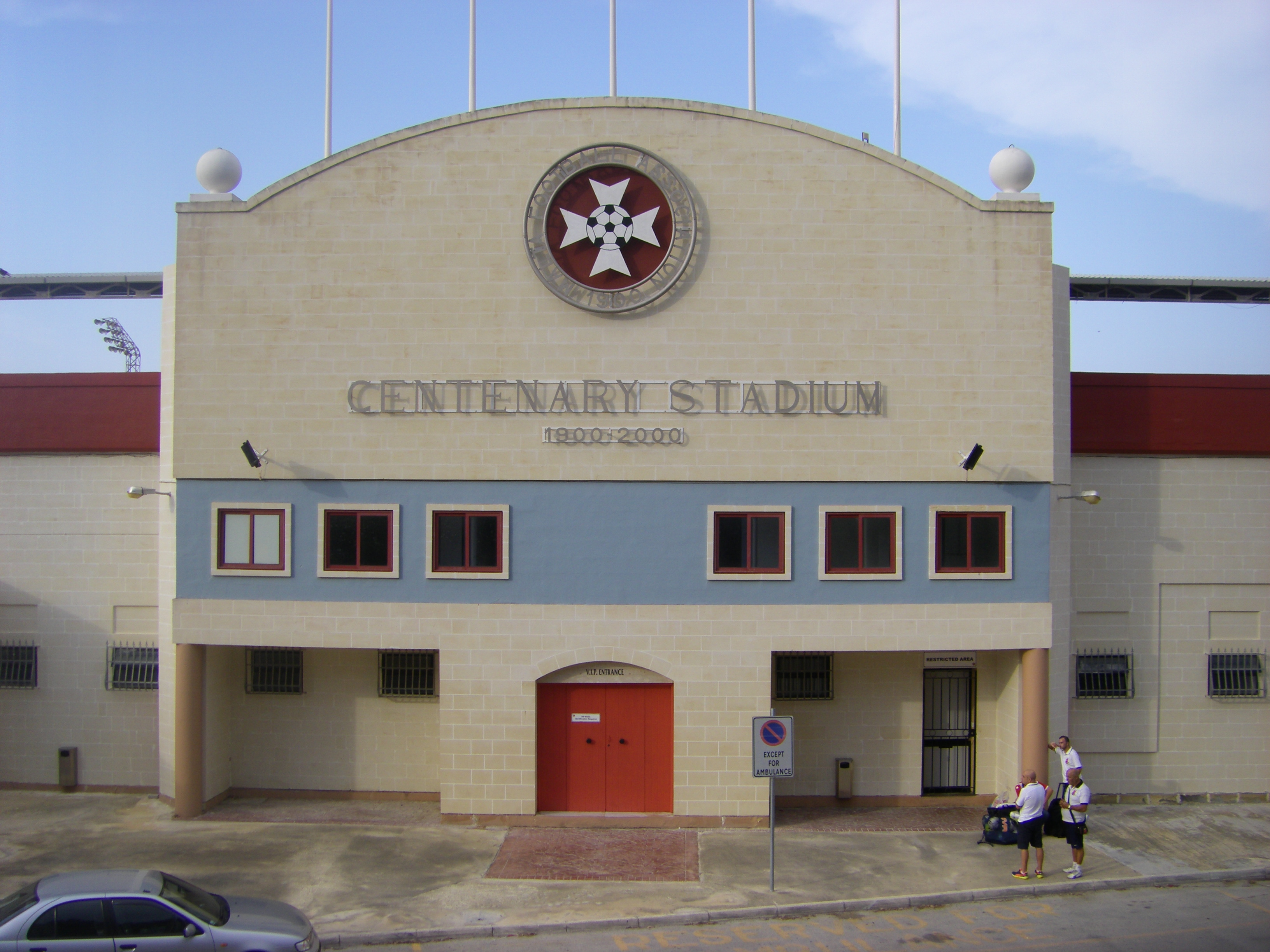
Estadi Nacional Ta' Qali.

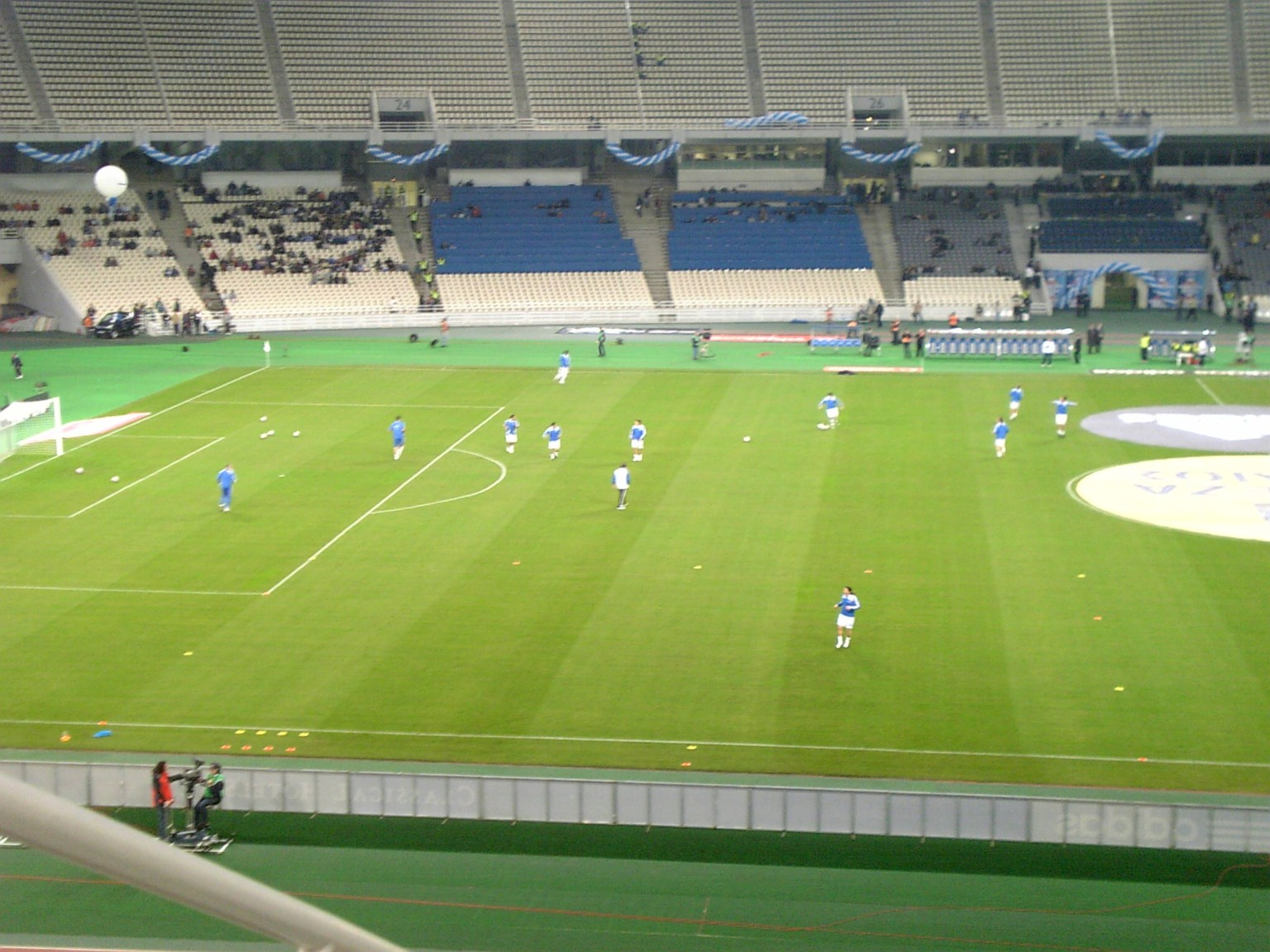
Grècia vs Malta el 2007.

## Història
A Malta, tal com succeïa amb totes les colònies angleses, començà a desenvolupar el futbol des de finals del segle xix. La seva federació, la Malta Football Association és de les més antigues del planeta, creada el 1900. Els primers clubs són St. George's i Floriana FC, fundats el 1894. Fins al 1920 destacaren clubs com: St. Joseph's Utd, Boys' Empire League, University FT, Hamrun Spartans, Sliema Wanderers, Melita Vittoriosa, Msida Rangers, Senglea Shamrocks, Shamrocks FC, Melita FC, Paola Rovers, Cottonera FC, Floriana Liberty i Kings Own Malta Regiment (KOMR). La primera lliga es disputà la temporada 1909-10 i la copa es juga des de 1935.

## Competicions
- Lliga maltesa de futbol
- Copa maltesa de futbol

## Principals clubs
Prenent com a referència el nombre de títols assolits, els principals clubs de futbol de Malta són: Sliema Wanderers FC, Floriana FC, FC Valletta, Hibernians FC i Hamrun Spartans FC.

## Principals estadis
| Estadi                   | Ciutat   | Capacitat |
| ------------------------ | -------- | --------- |
| Estadi Nacional Ta' Qali | Ta' Qali | 16.997    |
| Independence Ground      | Floriana | 4.000     |
| Centenary Stadium        | Ta' Qali | 3.000     |
| Hibernians Ground        | Paola    | 2.968     |
| Estadi Victor Tedesco    | Ħamrun   | 1.962     |
| Estadi Gozo              | Xewkija  | 1.644     |

## Jugadors destacats
Fonts:
- Gilbert Agius
- Daniel Bogdanović
- Carmel Busuttil
- Andrew Cohen
- Luke Dimech
- Michael Mifsud
- André Schembri